# Henry Fresneau
Henry Fresneau (bl. 1538–1554) war ein französischer Komponist der Renaissance.
Die von Fresneau überlieferten Kompositionen lassen den Schluss zu, dass er von 1538 bis 1554 in Lyon gewirkt hat. Sein Werk umfasst die Motette Miser ubi parebo, die in Jacques Modernes Motetti del Fiore neben dem Werk zeitgenössischer Meister erschien, was für sein damaliges Ansehen spricht, und 24 oder 25 vierstimmigen Chansons, die überwiegend in den Serien Le paragon des chansons und Le Difficile des chansons desselben Druckers veröffentlicht wurden. Zu den bekannteren zählen Trac c’est le beau-père, Oeil importun und Peine et travail.
Im dritten Buch des Paragon befindet sich die bekannte Fricassée (frz. „Kleingeschnittenes“), die ungefähr 100 Incipits und Themen zitiert. Sie ist als umfangreichste Sammlung volkstümlicher Themen der französischen Renaissance bis in die Gegenwart von hohem musikgeschichtlichem Wert.
Fresneaus Schaffen war nicht typisch für die Pariser Chanson. Er verwendete komplexere Kontrapunktik als andere Chanson-Komponisten der Epoche, die melodischen Linien greifen weiter aus und die Musik beginnt den dichterischen Gehalt der Worte auszudeuten. Die Imitationstechnik der Franko-Flamen benutzte er jedoch nicht.